# Volker Heine
Volker Heine FRS (nascido em 19 de setembro de 1930 em Hamburgo) é um físico neozelandês / britânico. Ele é casado com Daphne e eles têm três filhos. Volker Heine é considerado um pioneiro de estudos teóricos e computacionais da estrutura eletrônica de sólidos e líquidos e da determinação teórica de propriedades físicas desses materias.

## Pesquisa
A pesquisa de Volker Heine cobriu essencialmente três áreas: (a) Compreender o comportamento dos materiais a partir do cálculo de sua estrutura eletrônica; (b) Compreender a origem de materiais modulados de maneira incomensuravel; (c) Compreender a estrutura e propriedades dos minerais do ponto de vista atômico. Seu principal tema de pesquisa é a teoria da estrutura eletrônica e particularmente o desenvolvimento de vários conceitos fundamentais para a física da matéria condensada. Aqui, seu trabalho pioneiro em pseudopotenciais forma uma base da estrutura eletrônica e dos cálculos de energia total atualmente empreendidos, em particular para semicondutores e os chamados metais sp-ligados. Ele também desenvolveu a descrição básica do acoplamento elétron-fônon, e muito do nosso entendimento da estrutura e relaxamento atômico em superfícies foi estabelecido por Heine. Além disso, seu trabalho inovador sobre a estrutura de banda complexa e ideias pioneiras na teoria dos estados de superfície fornece a base da descrição atual e da compreensão das propriedades eletrônicas de bulk e interfaces . Isso inclui o conceito de estados de gap induzidos por metais em heteroestruturas metal-semicondutoras e a compreensão de barreiras de Schottky. Entre suas contribuições seminais estão também a formulação de um método de recursão para estudos de estrutura eletrônica, uma teoria de estruturas incomensuráveis de carboneto de silício e um modelo para estruturas incomensuráveis de minerais. Ele estudou as propriedades magnéticas dos sólidos, vários aspectos das transições de fase de cristais (por exemplo,), expansão térmica, e mais. Volker Heine publicou mais de 200 trabalhos de pesquisa, vários artigos de revisão e um livro de texto.

## Condecorações
- 1972 Medalha Maxwell do Instituto de Física
- 1993 Medalha Real da Royal Society
- 1994 Medalha Dirac do Instituto de Física
- 2001 Prêmio Max Born da Deutsche Physikalische Gesellschaft e do Instituto de Física

## Obras
- Group theory in quantum mechanics. Dover, 2007
- com Marvin Cohen e James Charles Phillips: Quantum mechanics of materials. In: Scientific American. Vol, 246, Juni 82, p. 82ff.